# Todd Clever
Todd Stanger Clever (16. ledna 1983, Palm Springs) je bývalý americký ragbista, který hrál na pozici rváčka. Za Spojené státy americké si připsal 76 startů a 16 pětek (2003–2017). V 53 střetnutích byl kapitánem. Celkem 24 zápasů odehrál za sedmičkovou reprezentaci. V roce 2009 byl zvolen nejlepším hráčem Severní Ameriky desetiletí. 
Jako první Američan si zahrál Super Rugby za Lions a položil tam i první pětku jako americký hráč. Na klubové úrovni zvítězil v roce 2012 v japonské lize s klubem Suntory Sungoliath, se kterým v předešlé sezóně skončil ve finále. Kariéru ukončil v USA. Později si založil organizaci, která má podporovat ragby.

## Klubová kariéra
2001 – 2005 Nevada Wolf Pack
2006 North Harbour
2009 – 2010 Lions
2010 – 2012 Suntory Sungoliath
2012 – 2015 Urayasu D–Rocks
2015 – 2016 Newcastle Falcons
2018 Austin Gilgronis